# 알레산드루 다 시우바 바티스타
알레산드루 다 시우바 바티스타(Alexsandro da Silva Batista, 1986년 11월 6일 ~ ) 또는 알레산드루는 브라질의 축구 선수로, 공격수로 뛰고 있다.

## 수상

### 클럽
- 헤센데
  - 리우 데 자네이루 지역 2부 리그: 2007
- 아메리카
  - 리우 데 자네이루 지역 2부 리그: 2009

### 개인
- 아메리카
  - 리우 데 자네이루 지역 2부 리그 득점왕: 2009